# Église Saint-Jean de Monges
L'église Saint-Jean de Monges est un édifice situé à Gelles, en France.

## Localisation
L'église est située sur le territoire de la commune de Gelles, au lieu-dit Monges, dans le département du Puy-de-Dôme, en région Auvergne-Rhône-Alpes.

## Description
L'église date du XIIIe siècle,  construite en moellons de granite et basalte selon un plan allongé de style roman à nef flanquée de deux bas-côtés très étroits voûtés en berceau et demi-berceau. Le clocher excentré flanque le côté est du chœur. Toiture à longs pans couverte d'ardoises, pignon découvert, flèche polygonale, croupe ronde. Escalier hors-œuvre : escalier droit en maçonnerie.

## Historique
La paroisse de Monges est attestée dès le XIIIe siècle : Hugues de Banson et son frère Géraud, donnent, en 1246, les droits de patronage sur l'église de Monges à l'abbaye de Saint-Alyre (Clermont). Nous ne connaissons pratiquement rien de l'édifice contemporain de cette donation, les descriptions de l'église, à la fin du XIXe siècle, ne précisant pas la chronologie des murs décrits. Le 25 avril 1746, l'église s'effondre partiellement et les paroissiens seront contraints de financer la moitié des travaux de restauration. A la fin du XIXe siècle, l'état du bâtiment devient inquiétant, deux rapports sur l'état sanitaire sont dressés par Chadefaux (22 octobre 1894) et Sauzet (18 avril 1895). L'édifice décrit dans les rapports a été construit en 1841 [aucune source ne justifie aujourd'hui cette date] et mesure quinze mètres de long sur six mètres de large... il est constitué d'une nef unique, couverte d'une voûte sur (croisée d'ogives, flanquée de deux chapelles latérales..., et se trouve dans un état de délabrement complet (Chadefaux, 1894). La préfecture du Puy-de-Dôme ordonne, en 1897, la fermeture provisoire de l'église. En 1900, un projet de construction d'une nouvelle église est proposé par l'architecte clermontois François-Louis Jarrier. Le futur édifice, de style roman, à nef unique, sera orienté nord-sud. Le projet est adopté en octobre 1901, légèrement modifié deux mois plus tard : le chœur polygonal prévu devait être remplacé par un chevet plat. La modification n'est pas reportée sur les plans et la construction ne tient pas compte de ces changements car le chœur actuel est circulaire.
L'église est inscrite à l'inventaire général du patrimoine culturel.